# Kuno I. von Pfullingen
Kuno (Konrad) von Pfullingen (* um 1035/40 in Pfullingen; † 1. Juni 1066 in Ürzig) wurde als Sohn des Egilolf von Pfullingen und der Hazecha von Steusslingen, einer Schwester des Erzbischofs Anno II. von Köln, geboren. Auf Betreiben Erzbischof Annos II. von Köln wurde er im Jahre 1066 zum Erzbischof von Trier ernannt. Die Trierer Bürger und Dienstmannen (Ministerialen) fühlten sich bei dieser Entscheidung übergangen und äußerten ihren Unmut in der Gefangennahme und Ermordung des Elekten.

## Ermordung
Nachdem am 15. April 1066 Erzbischof (Ebf.) Eberhard von Trier gestorben war, schlug Ebf. Anno II. von Köln seinen Neffen Kuno für den frei gewordenen Erzstuhl vor. Kuno entstammte dem Geschlecht der Grafen von Pfullingen [Schwaben] und war damals Propst der Domkirche zu Köln. Da bei der Ernennung durch König Heinrich IV. die Bevölkerung, der Adel und der Klerus in Trier übergangen wurden, entstand in der Stadt großer Unmut und man rechnete mit Störungen bei der Einsetzung Kunos. So erhielt Bischof Einhard II. von Katzenellenbogen den Auftrag, Kuno bewaffnetes Geleit zu geben.
Nördlich von Trier, bei Bitburg, schlugen Bf. Einhard und Ebf. Kuno am 17. Mai 1066 ihr Nachtlager auf. Am Morgen des 18. Mai 1066 überfielen Graf Theoderich (Vogt und zugleich Träger des burggräflichen Amtes Triers) und seine Männer das Lager, beraubten Einhard und nahmen Kuno gefangen. Kuno wurde sodann ostwärts auf die Burg Ürzig an der Mosel verschleppt und eingekerkert. Nach zwei Wochen Gefangenschaft erhielten vier Kriegleute am 1. Juni 1066 den Befehl, Kuno zu ermorden. Nachdem er drei Mal von einem Vorsprung nahe der Burg gestürzt worden war und immer noch lebte, wurde Kuno enthauptet. Sein Leichnam blieb für die nächsten 30 Tage unbestattet, bis Bauern des Dorfes Lösnich ihn fanden.

## Folgen
Nach einer vorläufigen Bestattung Kunos in Lösnich an der Mosel wurde sein Leichnam auf Betreiben Bischof Theoderichs von Verdun in die Klosterkirche der Benediktinerabtei Tholey überführt und dort am 10. Juli 1066 beigesetzt. Auf das Betreiben des damaligen Ebf. von Mainz, Siegfried, wurde Kuno I. kanonisiert und seine Mörder exkommuniziert.
Die regionale Verehrung Kunos blieb noch bis ins frühe 19. Jahrhundert lebendig. Seine aufbewahrte zerstochene Tunika und andere Reliquien gingen durch die Folgen der französischen Revolution verloren.
Da Erzbischof Anno II. sich, vielleicht wegen seiner vielfältigen politischen Aktivitäten, weder beim Papst noch beim König großer Beliebtheit erfreute, blieb der Mord an Kuno für die Täter weitgehend folgenlos.